# 富尔克沃
富尔克沃（法語：Fourquevaux，法語發音：[fuʁkəvo]）是法国上加龙省的一个市镇，属于图卢兹区。

## 地理
富尔克沃（43°30'24"N, 1°37'0"E）面积10.03 平方千米，位于法国奧克西塔尼大區上加龙省，该省份为法国西南部内陆省份，西南端与西班牙接壤，自此顺时针与上比利牛斯省、热尔省、塔恩-加龙省、塔恩省、奥德省和阿列日省接壤。
与富尔克沃接壤的市镇（或旧市镇、城区）包括：普雷塞尔维尔、博瓦尔堡、巴济耶日、奥达尔、贝尔贝罗、蒙洛尔。

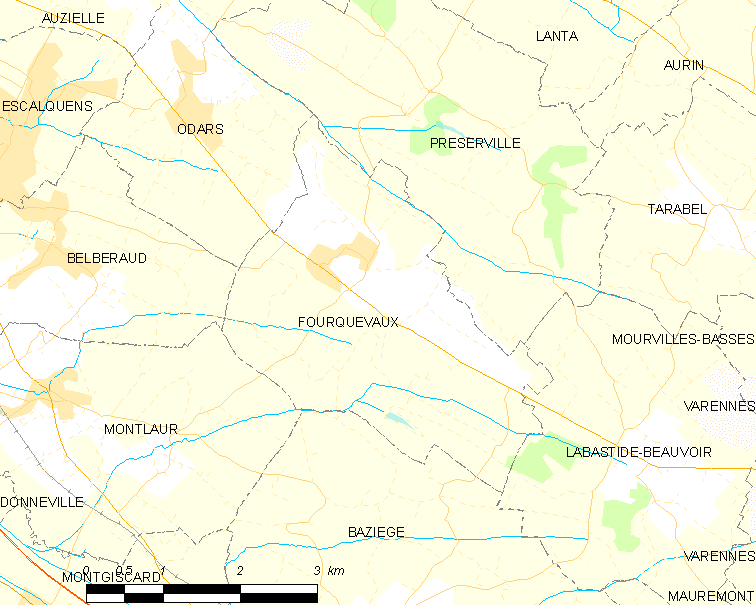
富尔克沃的OSM定位图

富尔克沃的时区为UTC+01:00、UTC+02:00（夏令时）。

## 行政
富尔克沃的邮政编码为31450，INSEE市镇编码为31192。

## 政治
富尔克沃所属的省级选区为埃斯卡尔康斯县。

## 人口

1962-2008年间富尔克沃人口变化图示

富尔克沃于2022年1月1日时的人口数量为808人。